# Зенон Новош
Зенон Станислав Новош (пољ. Zenon Nowosz; Варшава, 6. фебруар 1944) је бивши пољски атлетичар специјалиста за спринтерске дисциплине 60 м, 100 м и 200 м

## Спортска биографија
Три пута је учествовао на Летњим олимпијским играма. У Мексику 1968 био је осми са штафетом 4 х 100 ме (у саставу са Wiesław Maniak, Едвард Романовски и Marian Dudziak), а појединачно на 100 метара је елиминисан у квалификацијама. Четири године касније у Минхену 1972 био је седми на 100 м а шести са штафетом 4 х 100 м (Станислав Вагнер, Tadeusz Cuch и Jerzy Czerbniak). На последњим Играма 1976 у Монтреалу такмичио се само на 200 м и испао у четвртфиналу.
Новош је на Европским првенствима на отвореном освојио бронзану медаље на 1969 у Атини на 200 м. Две године касније, у Хелсинкију, освојио је сребро у штафети 4 х 100 м, а на првенству у Прагу 1978. злато исто са штафетом 4 х 100 метара.
У трчању на 60 метара такмичио се у на Европским првенствима у дворани 1970. у Бечу, где је био други изаза Валерија Борзова, а у Ротердаму 1973. постао је европски првак.
Новош је био првак Пољске:
на отвореном
- 100 м: 1969, 1970, 1972 i 1973
- 200 м: 1970
- Штафета 4 x 100 м: 1966, 1967, 1968, 1969, 1970, 1971, 1977 i 1978

у дворани
- 60 м: 1973 и 1974.